# Dục Đức
Nguyễn Phúc Ưng Ái, més conegut com a Dục Đức, (Huế, 23 de febrer de 1852 — Huế, 6 d'octubre de 1883) va ser un aristòcrata vietnamita, emperador del Vietnam durant tres dies, del 20 al 23 de juliol de 1883. Va ser el cinquè emperador de la dinastia Nguyễn i pare de l'emperador Thành Thái, que va governar del 1889 al 1907.

## Primers anys
Dục Đức va néixer amb el nom Nguyễn Phúc Ưng Ái i als 17 anys se'l va canviar per Nguyễn Phúc Ưng Chân. Era el segon fill de Nguyễn Phúc Hồng Y i el quart germà de l'emperador Tự Đức. Ell i els seus dos cosins, Chanh Mong (més tard emperador Đồng Khánh) i Duong Thien (Kiến Phúc), fills del vint-i-sisè germà de Tự Đức, Thien Thai Vuong, van ser adoptats per l'emperador, que no tenia fills propis.
Després de la mort de Tự Đức, els seus tres regents, Nguyễn Văn Tường, Tôn Thất Thuyết i Tran Tien Thanh, van declarar que Dục Đức, de trenta-un anys, el succeiria. Aquest moviment va ser evidentment controvertit. L'historiador Pham Van Son i altres escriuen que Tự Đức considerava Dục Đức massa decadent per governar i va modificar la seva voluntat per nomenar Kiến Phúc com el seu successor. Tanmateix, el Tam Cung, una aliança de poderoses dones del palau, va afavorir Dục Đức i va convèncer els regents perquè modificaren el testament i el nomenaren emperador.

## Regnat i mort
Dục Đức va governar només tres dies abans que fos deposat i condemnat a mort pels mateixos regents que l'havien nomenat. Els motius no són clars. Pham Van Son va escriure que Dục Đức va avergonyir tant al tribunal amb la seva actitud luxuriosa i ociosa a la coronació que Tôn Thất Thuyết va revelar les seccions incriminatòries del testament de Tự Đức. Ràpidament, el tribunal va decidir executar-lo amb verí per violar les regles de dol i el va enterrar en una tomba no marcada, sentència notablement desproporcionada. Altres historiadors contemporanis no esmenten aquest episodi i diuen que Dục Đức no va ser executat, sinó que es va deixar morir en captivitat, una seqüència més probable d'esdeveniments tenint en compte que va viure tres mesos més. La veritable motivació del derrocament probablement era política; és possible que els regents tingueren por que Dục Đức els llevara el poder que gaudien sota el feble Tự Đức.
Amb Dục Đức en captivitat, els regents van nomenar emperador el seu oncle Hiệp Hòa, de 34 anys, el germanastre de Tự Đức. És possible que es botaren els germans adoptius de Dục Đức per mitigar la reacció de les dones judicials que havien afavorit Dục Đức. La protesta oberta de les accions dels regents va venir d'un alt funcionari, Phan Đình Phùng, però va ser ràpidament arrestat i desposseït de la seva posició. Durant el seu breu regnat, Hiệp Hòa va intentar de manera similar frenar la influència dels regents, però va fracassar; finalment també va ser destituït i condemnat a mort. La història vietnamita moderna generalment considera els emperadors des de Dục Đức fins a Bảo Ðại com a titelles controlats pels colonialistes francesos.
Després de diversos anys més de turbulències, el jove fill de Dục Đức, Thành Thái, va ser instal·lat com a emperador el 1889. Va construir un complex de santuari i mausoleu per al seu pare a Huế conegut com la tomba de Dục Đức. Això finalment es va convertir en una tomba familiar, que va albergar Thành Thái i diversos altres membres de la dinastia Nguyễn.